# 尼克博克酒店

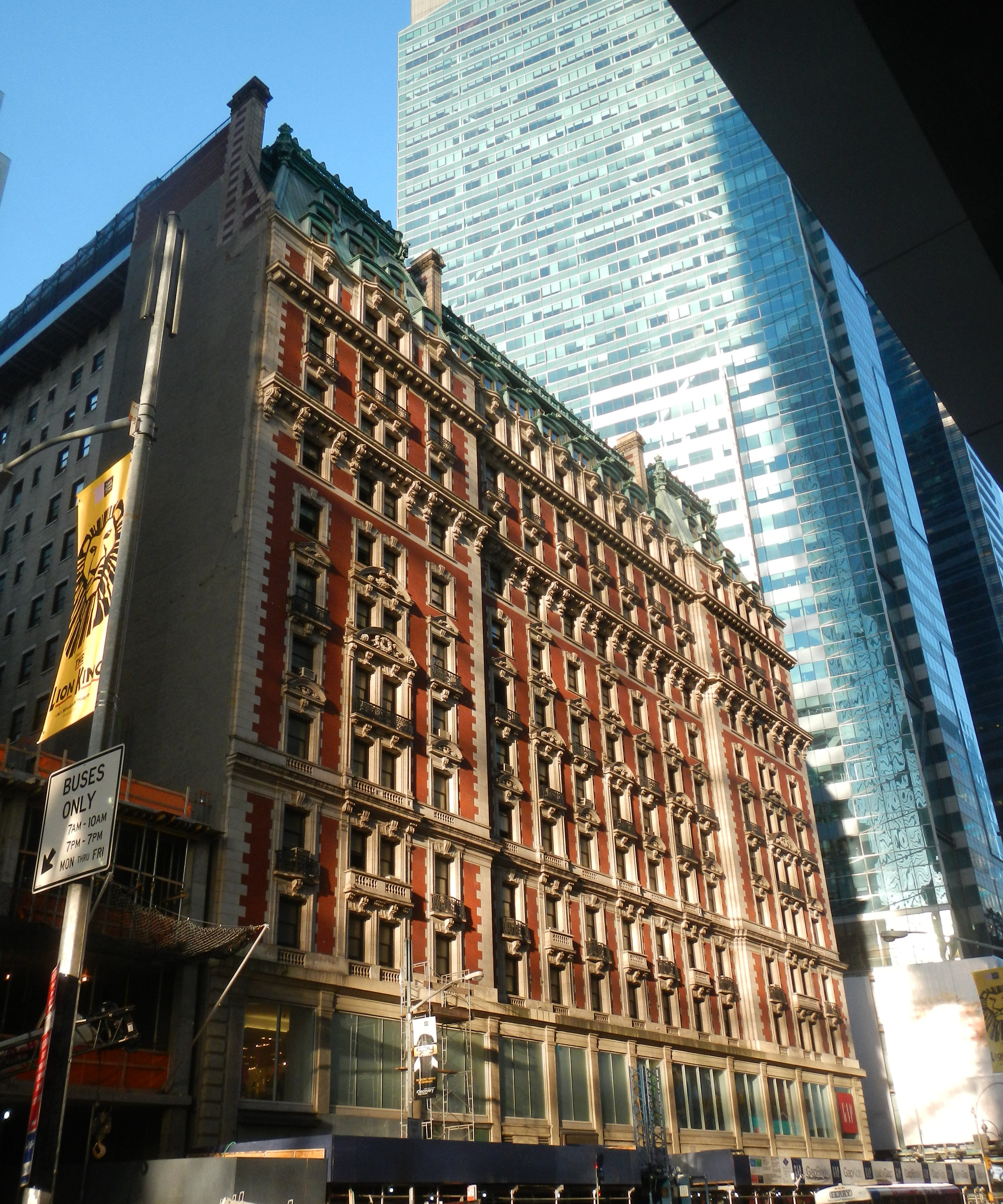

尼克博克酒店（The Knickerbocker Hotel）是美國紐約曼哈頓中城時報廣場的一座酒店。這座酒店位於百老匯和42號街路口的東南角，開業於1906年。

## 外部連結
- 官方网站
- Original floor plans (1902)